# Паттон, Джон Мерсер
Джон Мерсер Паттон (10 августа 1797 г. – 29 октября 1858) — американский политик и юрист из Виргинии. Паттон работал в Палате представителей Соединённых Штатов, представляя два разных округа Виргинии, и был исполняющим обязанности губернатора Виргинии в течение двенадцати дней в 1841 году.

## Ранняя жизнь, образование и семья
Паттон родился во Фредериксбурге, штат Вирджиния, в семье Роберта Паттона (1760—1851), шотландского иммигранта, и Энн Гордон Мерсер (1762—1857), уроженки Филадельфии, дочери генерала Хью Мерсера, который погиб, защищая Принстон, штат Нью-Джерси, в 1777 году. Молодой Паттон учился в Принстонском университете и окончил медицинский факультет Пенсильванского университета в 1818 году, хотя никогда не работал врачом. Он продолжил изучать право и был принят в коллегию адвокатов Виргинии. По данным первой федеральной переписи населения 1810 года, семья Роберта Паттона во Фредериксбурге владела рабом. Его отец или брат Роберт Паттон-младший представлял графство Спотсильвания в Палате делегатов Виргинии во время сессии 1820—1821 годов.
Дж. М. Паттон женился на бывшей Маргарет («Пегги») Френч, дочери местной семьи плантаторов и юристов. Среди их детей были Джон М. Паттон-младший (1826—1899), Исаак Уильямс Паттон (1828—1890; основавший плантацию в Луизиане после мексикано-американской войны), Джордж С. Паттон-старший (1833—1864), Уоллер. Т. Паттон (1835—1863), Хью М. Паттон (1841—1916), Джеймс Френч Паттон (1843—1882), Джозеф Ф. Паттон (1844-?) и Уильям Паттон (1845—1905), а также дочери Люси А. Уильямсон (которая вернулась к семье к 1850 году) и Элиза Паттон.

## Карьера
Паттон начал свою юридическую практику во Фредериксбурге, а также был плантатором в соседнем округе Спотсильвания . Роберт Паттон-младший (отец либо старший брат) представлял округ Спотсильвания в Палате делегатов в 1820—1821 годах и владел 11 рабами по переписи 1810 года и 12 рабами по переписи 1820 года. По данным федеральной переписи 1830 года, Джон М. Паттон владел девятью рабами (два мальчика и девочка до 10 лет, а также двое мужчин до 35 лет, две женщины до 35 лет и две женщины от 35 до 55 лет. По последней переписи при жизни ему принадлежало такое же число в Ричмонде — пожилой мужчина, две пожилые женщины, 40-летняя чернокожая женщина, 26-летняя мулатка и мальчики-мулаты в возрасте 15, 10 и 2 лет.
Между тем, избиратели в районе Фредериксбурга и Спотсильвании избрали Паттона как джексонианца и демократа в Палату представителей Соединённых Штатов первоначально, чтобы заполнить вакансию 1830 года, но он дважды выигрывал переизбрание и работал до 1838 года. Он был председателем Комитета по территориям с 1835 по 1839 год.
После ухода из Конгресса законодатели Виргинии назначили Паттона старшим советником Государственного совета Виргинии и, следовательно, вице-губернатором Виргинии.
После того, как губернатор Томас В. Гилмер ушел в отставку в 1841 году, Паттон исполнял обязанности губернатора Виргинии в течение двенадцати дней, пока его срок не истек 31 марта 1841 года.

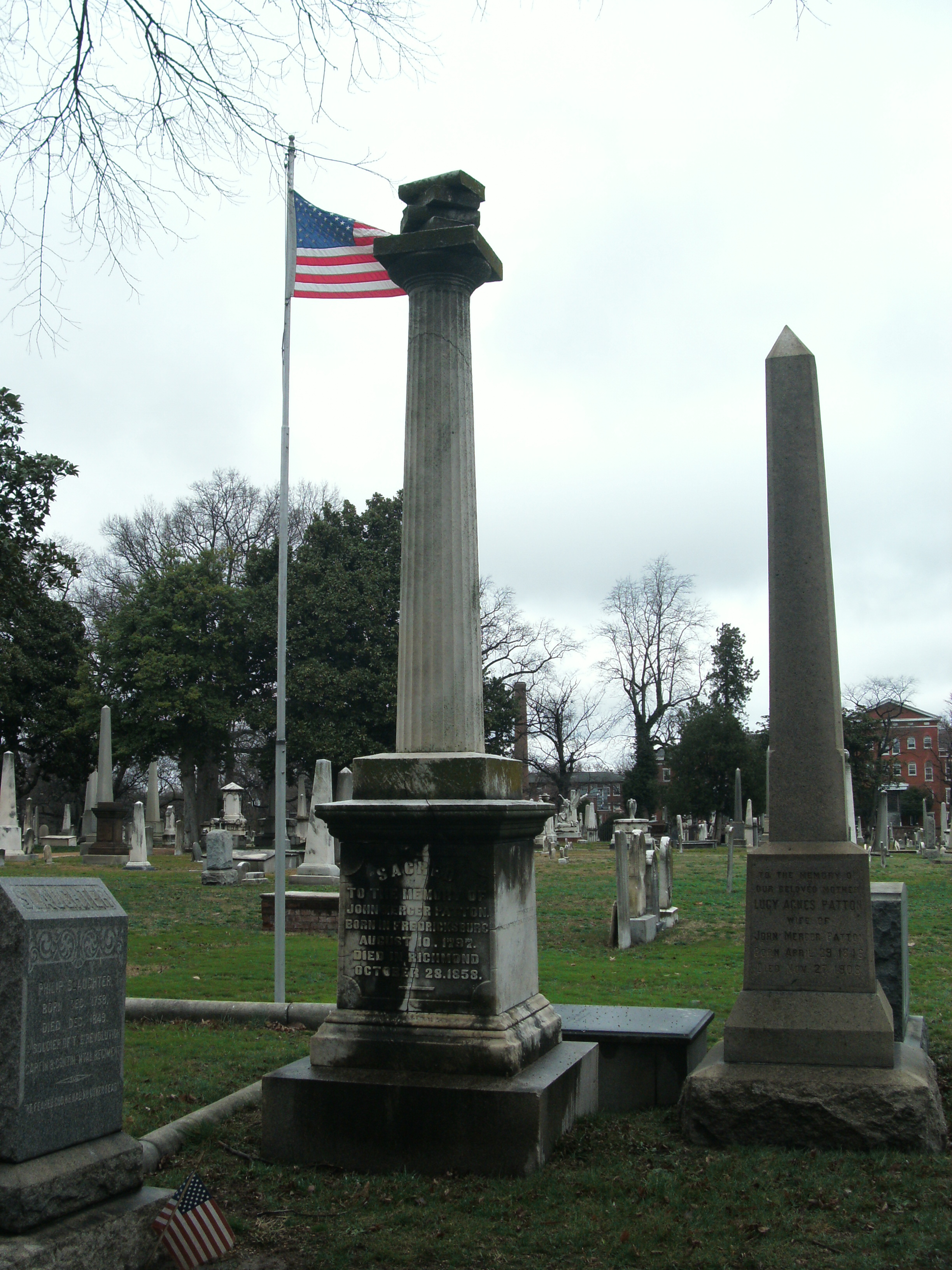
Могила на кладбище Шоко-Хилл

Паттон вернулся к своей частной юридической практике в Ричмонде, включая работу над пересмотром Кодекса Виргинии, который он и Конвей Робинсон опубликовали в 1849 году.

## Смерть и наследие
Паттон умер в Ричмонде, штат Вирджиния, 29 октября 1858 года. Похоронен на кладбище Шоко-Хилл. Его сыновья Джеймс Френч Паттон, Исаак Уильямс Паттон, Джордж С. Паттон-старший, Хью М. Паттон и Уоллер Т. Паттон были офицерами армии Конфедеративных Штатов. Джордж С. Паттон погиб во время Третьей битвы при Винчестере, остальные сыновья пережили войну. Исаак Уильямс Паттон (который перед войной переехал в Луизиану, чтобы управлять плантацией) был мэром Нового Орлеана, штат Луизиана, в 1878 году. Хью М. Паттон некоторое время работал клерком в Сенате Виргинии, Джеймс Френч Паттон также был юристом и некоторое время работал в Верховном суде Западной Виргинии, а Уильям Макфарланд Паттон был профессором гражданского строительства в Военном институте Виргинии (который также окончили большинство его братьев). Его внук Джордж С. Паттон был калифорнийским адвокатом, а его правнук был генералом Второй мировой войны Джорджем С. Паттоном-младшим.